# Saffo (ópera)
Saffo es una ópera en tres actos por Giovanni Pacini, sobre un libretto de Salvadore Cammarano, a su vez basado en una obra de Franz Grillparzer, sobre la leyenda de la poetisa griega antigua Safo.

## Historia de representaciones
La ópera se representó por primera vez en el Teatro San Carlo en Nápoles el 29 de noviembre de 1840, y también se presentó en París, en el Théâtre-Italien, el 15 de marzo de 1842. Se representó con frecuencia durante el siglo XIX. Su primera representación en el Reino Unido fue el 1 de abril de 1843, en el Teatro Drury Lane en Londres y, en los Estados Unidos en 1847 en Nueva York.
Vio resurgimientos ocasionales durante el siglo XX, como el que tuvo lugar en el San Carlo el 7 de abril de 1967, con Leyla Gencer, en el Gran Teatro del Liceo en junio de 1987, con Montserrat Caballé y en el Festival de Wexford en 1995, dirigido por Maurizio Benini, con Carlo Ventre en el papel de Faone.

## Papeles
| Papel    | Tipo de voz   | Reparto del estreno, 29 de noviembre de 1840 (Director: Antonio Farelli) |
| -------- | ------------- | ------------------------------------------------------------------------ |
| Saffo    | Soprano       | Francilla Pixis                                                          |
| Climene  | Mezzo-soprano | Eloisa Buccini                                                           |
| Faone    | Tenor         | Gaetano Fraschini                                                        |
| Alcandro | Barítono      | Giovanni Orazio Cartagenova                                              |
| Dirce    | Soprano       | Anna Salvetti                                                            |
| Lisimaco | Bajo          | Michele Benedetti                                                        |
| Ippia    | Tenor         | Napoleone Rossi                                                          |

## Sinopsis
Lugar: Grecia
Tiempo: Antigüedad clásica
Durante los Juegos Poéticos de la 42.º Olimpiada (aproximadamente 608 A.C.) una poetisa llamada Saffo canta tan eficazmente contra la práctica de lanzar a ladrones e indeseables desde un acantilado en la Isla de Leucadia, suponiendo que Apolo les recogerá antes de que se hundan en el mar (el salto Leucadiano), que el sumo sacerdote del dios, Alcandro, es expulsado de su cargo, y jura vengarse. El sacerdote incita a Faone, pretendiente de Saffo, a que la denuncie por preferir al poeta Alceo a él mismo.
Más tarde, Saffo se hace amiga de Climene, la hija de Alcandro, para buscar la intercesión del sacerdote con el dios Apolo. Saffo consiente en cantar en la boda de Climene, pero cuando advierte que el novio es Faone, la poetisa pierde el control, e intenta impedir la boda, destrozando el altar de Apolo.
Saffo acude al acantilado de Leucadia, convencida de que su amor por Faone es una maldición de Apolo. Pretende saltar por el acantilado, en la esperanza de que el dios le recogerá, y le salvará de su obsesión amorosa. Como requiere la tradición, se presenta ante Ippias, el sacerdote a cargo del salto. Cuando éste le da la autorización, un anciano que lo ha escuchado todo la reconoce como la hija perdida de Alcandro, y por tanto, hermana de Climene. Llegan Alcandro, Climene y Faone. Hay un reencuentro feliz hasta que Ippias advierte que Saffo ha hecho un acuerdo con Apolo, al que no puede renunciar. Saffo acepta su destino, se despide de todos, y salta. Climene se desmaya y Faone intenta saltar también tras ella. Apolo, todavía enfadado con ella, deja a Saffo hundirse en el mar.

## Grabaciones
| Año  | Reparto (Saffo, Faone, Alcandro, Climene)                          | Director, Teatro y orquesta                                                        | Sello discográfico                      |
| ---- | ------------------------------------------------------------------ | ---------------------------------------------------------------------------------- | --------------------------------------- |
| 1967 | Leyla Gencer, Tito del Bianco, Louis Quilico, Franca Mattiucci     | Franco Capuana, Orquesta y coro del Teatro San Carlo, Nápoles                      | Audio CD: Ópera d'Oro ASIN: B000EQ5Q4Un |
| 1995 | Francesca Pedaci, Carlo Ventre, Roberto de Candia, Maria Pentcheva | Maurizio Benini, Orquesta Sinfónica nacional RTÉ (en vivo en el Wexford Festival). | Audio CD: Marco Polo ASIN: B00000465M   |